# EBLN1
EBLN1‏ (Endogenous Bornavirus like nucleoprotein 1) هوَ بروتين يُشَفر بواسطة جين EBLN1 في الإنسان.